# Андорра та євро
Андорра має монетарну угоду з ЄС, яка дозволяє зробити євро офіційною валютою та випускати монети євро з 1 липня 2013 року. Вони планували випустити свої перші монети до березня або квітня 2014 року. 23 грудня 2014 року монети були доставлені клієнтам, які попередньо забронювали монети, до Будинку уряду, а фактичний обіг розпочався 15 січня 2015 року.

## Передумови
Андорра не мала офіційної валюти до прийняття євро, і на відміну від двох своїх більших сусідів, Франції та Іспанії, які оточують її, вона не є членом ЄС.
У XX столітті як французький франк, так і іспанська песета використовувалися і були прийняті в Андоррі, але песета була більш поширеною , оскільки державні бюджети, зарплати та банківські депозити в основному були в песетах. Коли ці дві валюти були замінені євро між 1999 і 2002 роками, євро став єдиною валютою в Андоррі.
На відміну від трьох інших європейських мікродержав за межами ЄС, Монако, Сан-Марино та Ватикану, які прийняли євро, коли його було введено, Андорра не уклала валютну угоду з ЄС, а використовувала його в односторонньому порядку. Ці угоди надали трьом мікродержавам право випускати власні монети євро, які мають спільний дизайн з одного боку та національно-специфічний бік з іншого. Як і монети, викарбувані в інших державах єврозони, монети мікродержав дійсні по всій єврозоні; однак вони не мають представництва в керівних органах євро, Європейському центральному банку (ЄЦБ) і Єврогрупі. У 2003 році Андорра попросила ЄС укласти з нею монетарну угоду, яка дасть їй право карбувати власні монети.

## Монетарні угоди
У 2004 році Рада Європейського Союзу затвердила свою переговорну позицію з Андоррою. Після згоди Андорри дотримуватися Директиви Ради 2003/48/EC щодо оподаткування доходів від заощаджень у формі процентних платежів, Комісія рекомендувала розпочати переговори. Очікувалося, що переговори будуть завершені до 2008 року, але вони неодноразово зупинялися частково через погані відносини, пов'язані зі статусом Андорри як податкової гавані . У лютому 2011 року між Андоррою та ЄС було погоджено монетарну угоду, яка була підписана 30 червня 2011 року. Після того, як угода набула чинності 1 квітня 2012, євро став офіційною валютою Андорри. З 1 липня 2013 року Андоррі було дозволено випускати до 2,4 мільйона монет євро за умови дотримання умов угоди.
У жовтні 2012 року Жорді Сінка, міністр фінансів Андорри, заявив, що 1 січня 2014 року є більш імовірною датою для початку емісії євро через затримки в прийнятті законодавства, яке вимагає монетарна угода. У лютому 2013 року директор монетного двору Андорри Жорді Пучдемаса підтвердив, що Андорра не почне випускати євро до 1 січня 2014 року. Однак ЄС не схвалив карбування монет до грудня 2013 року, тому їх випуск було відкладено. Міністр культури Стівен Альберт був оптимістично налаштований, що монети надійдуть в обіг до березня або квітня 2014 року. До травня, оскільки євро все ще не було випущено, Cinca сказав, що вони знову були відкладені, але будуть в обігу до кінця 2014 року. Він назвав ускладнення, пов’язані з розподілом карбування монет між французьким та іспанським монетними дворами, а також спроби гарантувати, що монети потрапили в обіг, а не до колекціонерів, через затримку. Валюта урожаю 2014 року, представлена 23 грудня 2014 року, була викарбувана в Іспанії. Натомість у 2015 році Франція отримала орден карбування. Фактичний обіг розпочався 15 січня 2015 року.

## Монети
19 березня 2013 року було оголошено конкурс на дизайн національної сторони євромонет, кінцевий термін – 16 квітня. Проєкти-переможці були оголошені 16 травня. На них зображено піренейську серну на монетах номіналом 1, 2 і 5 євроцентів, церкву Санта-Колома та зображення Христа з церкви Сант-Марті-де-ла-Кортінада на 10, 20 і 50 євроцентах. євроценти, а Casa de la Vall — 1 євро. Раніше уряд вирішив, що герб Андорри буде зображений на монеті номіналом 2 євро. Остаточне схвалення монет відбулося наприкінці червня, після чого вони були направлені до ЄС для отримання згоди. У серпні представник Cinca підтвердив, що дизайн монет номіналом 10, 20 і 50 євроцентів був змінений, щоб видалити зображення Христа через заперечення Європейської комісії на підставі релігійного нейтралітету.

## Циркулюючі тиражі
| Номінал | 0,01 євро | 0,02 євро | 0,05 євро | 0,10 євро | 0,20 євро | 0,50 євро | 1,00 євро | 2,00 євро | €2,00CC |
| --- | --------- | --------- | --------- | --------- | --------- | --------- | --------- | --------- | ------- |
| 2014 рік | 60 000    | 60 000    | 860 000   | 860 000   | 860 000   | 340 000   | 511,843   | 360 000   | *       |
| 2015 рік | *         | *         | *         | *         | *         | *         | *         | 200 000   | *       |
| 2016 рік | *         | *         | *         | *         | *         | *         | 2 339 200 | *         | *       |
| 2017 рік | 2,582,395 | 1 515 000 | 2,191,421 | 1 103 000 | 1 213 000 | 968 800   | *         | 794 588   | *       |
| 2018 рік | 3 430 000 | 2 550 000 | 1 800 000 | 980 000   | 1 014 000 | 890 000   | *         | 868 000   | *       |
| 2019 рік | ***       | ***       | ***       | ***       | ****      | ***       | ***       | ***       | *       |
| * Невеликі кількості викарбувані лише для наборів** У цьому році монети цього номіналу не карбувалися*** Дані поки що недоступні CC Пам'ятні монети |           |           |           |           |           |           |           |           |         |

### Монетні двори
- 2014, 2016, 2018: Іспанія
- 2015, 2017: Франція